# Lee Rocker

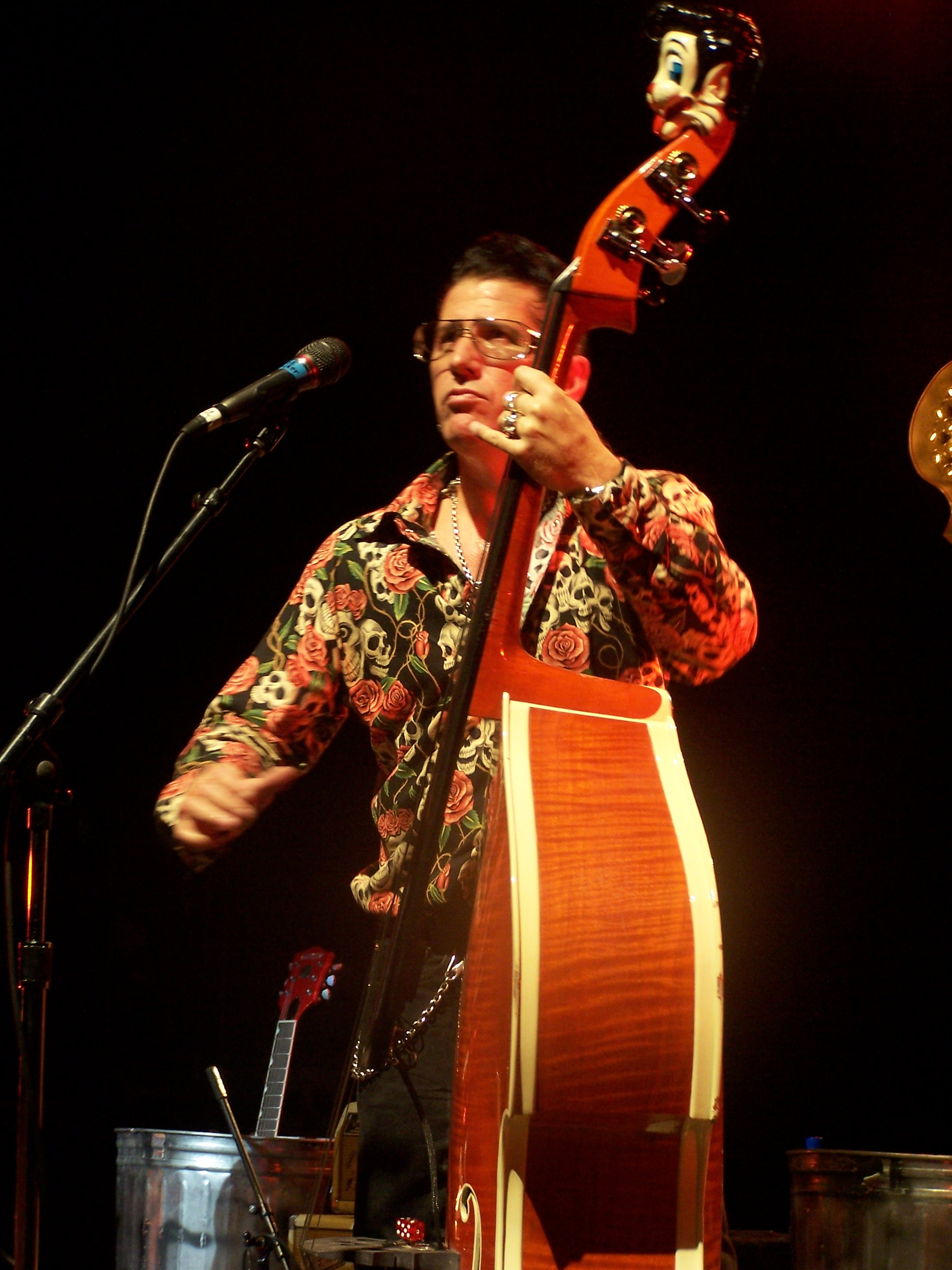
Lee Rocker (2007)

Lee Rocker (* 3. August 1961 auf Long Island, New York, als Leon Drucker) ist ein US-amerikanischer Bassist.
Er ist seit 1979 Bassist der Stray Cats, war zwischen 1983 und 1986 neben Slim Jim Phantom und Earl Slick Mitglied der Band Phantom und Rocker & Slick und ist seit 1994 auch als Solist tätig.
Am 21. Oktober 1985 war Rocker neben Musikern wie Eric Clapton, Ringo Starr und George Harrison Gast bei Carl Perkins, der in den Londoner „Limehouse Television Studios“ das Fernsehkonzert Blue Suede Shoes: A Rockabilly Session aufnahm.
Im Januar 2011 spielte Lee als Gaststar zwölfmal die Rolle von Jay Perkins, dem Bruder seines langjährigen Freundes Carl Perkins im Broadway-Musical Million Dollar Quartet, welches über die legendäre Aufnahme-Session vom 4. Dezember 1956 in den Sun Studios in Memphis inspiriert wurde.  Die Sitzung war eine improvisierte Jam-Session der Musiker Elvis Presley, Jerry Lee Lewis, Carl Perkins und Johnny Cash.
Rocker lebt mit seiner Frau Deborah und den zwei Kindern in Laguna Beach, Kalifornien und in New York.

## Diskografie
- 1985 – Phantom, Rocker & Slick
- 1986 – Cover Girl (as Phantom, Rocker 6 Slick)
- 1994 – Lee Rocker’s Big Blue
- 1995 – Atomic Boogie Hour
- 1998 – No Cats
- 1999 – Lee Rocker Live
- 2001 – Blue Suede Nights
- 2003 – Bulletproof
- 2004 – Burnin’ Love: The Best of Lee Rocker
- 2005 – The Curse of Rockabilly
- 2006 – Racin’ the Devil
- 2007 – Black Cat Bone
- 2011 – The Cover Sessions
- 2012 – Night Train to Memphis
- 2019 – The Low Road (Live)
- 2021 – Gather Round